# Saygun
Saygun ist als eine Variante von Saygın ein türkischer männlicher und weiblicher Vorname sowie Familienname. Saygın hat die Bedeutung „geachtet, angesehen“.

## Namensträger

### Vorname
- Saygın Ersin (* 1975), türkischer Schriftsteller
- Saygin Yalçin (* 1984), deutscher Unternehmer

### Familienname
- Ahmed Adnan Saygun (1907–1991), türkischer Komponist, Musiker und Musikwissenschaftler
- Hüseyin Saygun (1918–1993), türkischer Fußballspieler und -trainer
- Işılay Saygın (1947–2019), türkische Architektin und Politikerin